# ホルドゥル・マグヌソン
ホルドゥル・ビョルグヴィン・マグヌソン（Hörður Björgvin Magnússon 、1993年2月11日 - ）は、アイスランド・レイキャヴィーク出身のプロサッカー選手。アイスランド代表。パナシナイコスFC所属。ポジションはディフェンダー。

## 経歴

### クラブ
1998年からフラム・レイキャヴィークのアカデミーで育成された。アカデミー在籍中の2009年8月にトップチームデビュー。
2011年7月、ユヴェントスFCに移籍。加入当初はプリマヴェーラに登録され、2013–14シーズンよりトップチームに昇格した。
トップチームのプレシーズンキャンプ参加後、2013年9月にセリエBのスペツィア・カルチョが100万ユーロを支払い共同保有となった。
2014年6月、ユヴェントスが保有権の50%を100万ユーロで買い戻し、セリエAのACチェゼーナにレンタルに出した。2015年8月、レンタルの延長が発表された。
2016年7月、フットボールリーグ・チャンピオンシップのブリストル・シティFCに完全移籍。
2018年6月20日、CSKAモスクワに移籍することで合意したことが発表された。
2022年7月9日、パナシナイコスFCに2年契約で移籍した。

### 代表
2014年11月12日、ベルギーとの親善試合で代表デビュー。UEFA EURO 2016のメンバーに選ばれた。同大会でアイスランド代表は初参加にしてベスト8入りを達成するが、ホロドゥルは1試合にも出場することなく大会を終えた。2017年3月28日のアイルランドとの親善試合で代表初得点を挙げた。

## 代表歴

### 出場大会
- アイスランド代表
  - 2018 FIFAワールドカップ

### 試合数
- 国際Aマッチ 49試合 2得点（2014年-）[12]

| アイスランド代表 | 国際Aマッチ | 国際Aマッチ |
| 年               | 出場        | 得点        |
| ---------------- | ----------- | ----------- |
| 2014             | 1           | 0           |
| 2015             | 1           | 0           |
| 2016             | 6           | 0           |
| 2017             | 7           | 2           |
| 2018             | 8           | 0           |
| 2019             | 5           | 0           |
| 2020             | 6           | 0           |
| 2021             | 2           | 0           |
| 2022             | 8           | 0           |
| 2023             | 5           | 0           |
| 通算             | 49          | 2           |

## タイトル
CSKAモスクワ
- ロシア・スーパーカップ : 2018